# Bamus
Le Bamus est un stratovolcan de l'île de Nouvelle-Bretagne en Papouasie-Nouvelle-Guinée. Il est situé au nord-est de l'Ulawun.

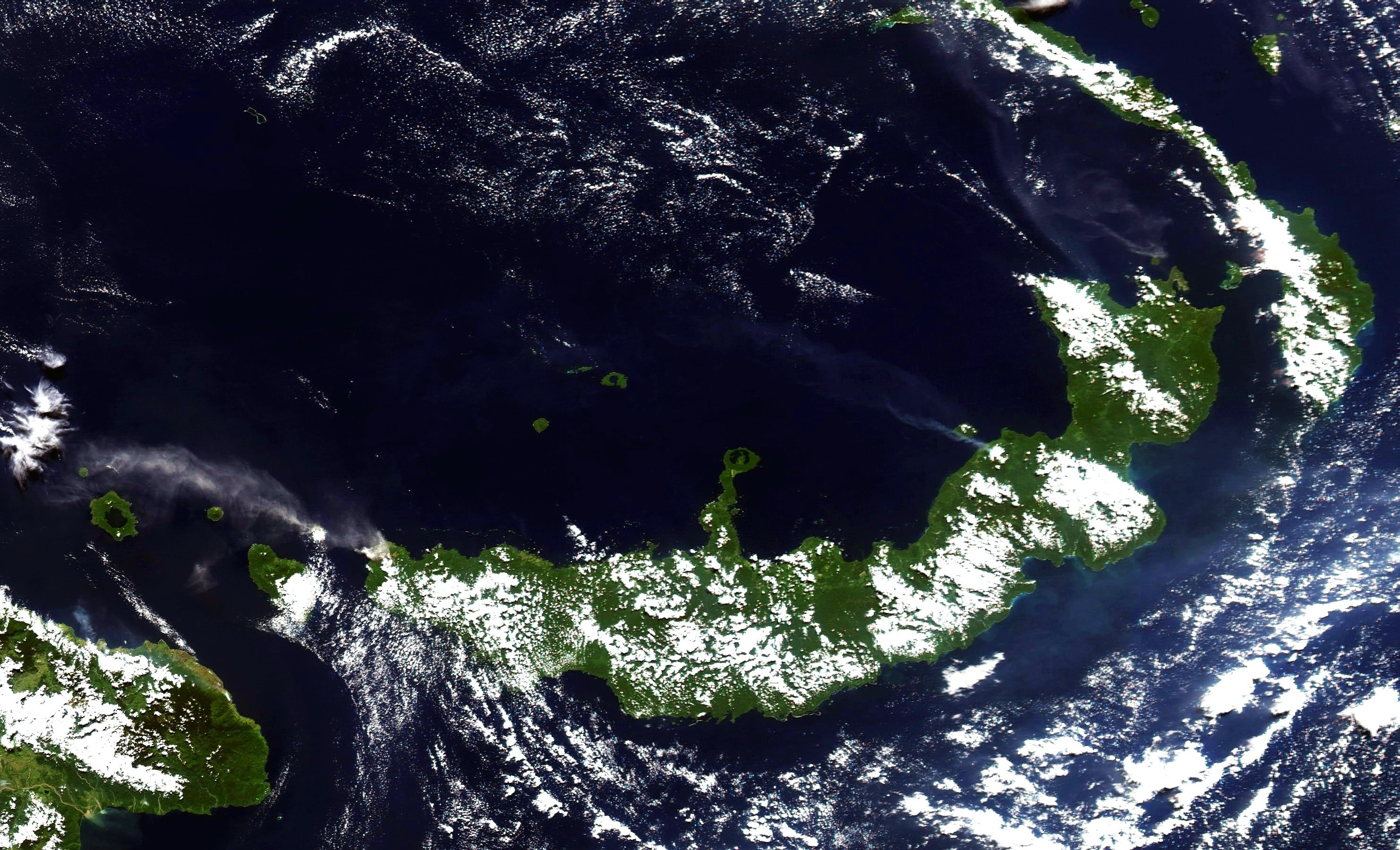
Image satellite de la Nouvelle-Bretagne